# Omphalotropis suturalis
Omphalotropis suturalis é uma espécie de gastrópode  da família Assimineidae.
É endémica de Guam.